# Leoncio Evita Enoy
Leoncio Evita Enoy (ur. 8 sierpnia 1929, zm. 6 grudnia 1996) – pisarz i malarz z Gwinei Równikowej.
Należał do ludu Kombe z grupy etnicznej Ndowé. Pochodził z rodziny o bogatych tradycjach. Jego dziadek, Raimundo Evita Makachi, był jednym z ważniejszych wodzów Ndowé w latach 30., 40. i 50. oraz jednym z prekursorów ruchu niepodległościowego. Urodził się w Udubuandolo w Bacie. Kształcił się w szkołach w San Carlos (dzisiejsza Luba). Samouk w zakresie sztuki, korespondencyjnie pobierał lekcje rysunku, następnie sam nauczał tego przedmiotu w Escuela de Artes y Oficios w Bacie. Współpracował z pismem literackim Poto-Poto. W 1953 w Madrycie opublikował Cuando los combes luchaban. Novela  de  costumbres  de  la  antigua  Guinea Española., uznawaną za pierwszą powieść w historii gwinejskiej literatury. Między 1953 a 1960 mieszkał w Kamerunie, następnie powrócił do Gwinei. W okresie późniejszym opublikował jeszcze powieść Alonguegue oraz opowieść El guiso de Biyé. Zajmował się również malarstwem. Pozostawił też po sobie rzeźby w drewnie i kości słoniowej.
Zmarł w szpitalu w Bacie. Jego młodszym bratem był polityk Rafael Evita Enoy (1934-2008). Poślubił Ikę a Makamani, miał z nią dziesięcioro dzieci, w tym poetkę Victorię Evitę Ikę (ur. 1961).